# Angelo Tsagarakis
Angelo Tsagarakis (Mantes-la-Jolie, 3 de junio de 1984) es un exbaloncestisa francés. Pese a que jugó en el baloncesto universitario estadounidense y en ligas profesionales de Francia y Grecia, lo que lo destacó como deportista profesional fue su participación en la modalidad del baloncesto 3x3, llegando a ser jugador de la selección nacional de su país.

## Trayectoria
Tsagarakis se destacó a nivel juvenil jugando para el Poissy Yvelines Basket, equipo al que, en 2002, condujo al campeonato nacional en la categoría sub-18 y con el que debutó en la NM3. Aunque varios clubes profesionales de su país mostraron interés en él, el joven jugador optó por marchar a los Estados Unidos para estudiar en la Casa Grande High School de Petaluma, California, y jugar al baloncesto con los Gauchos, el equipo de la institución. 
Tras graduarse en 2003 fue reclutado por la Universidad Estatal de Oregón, institución enrolada en la División I de la NCAA. Con los Beavers hizo una gran temporada como freshman, pero luego se perdió un año de competición debido a una cirugía en su hombro. En las dos siguientes temporadas ya no fue tan productivo como en la primera, por lo que en 2007 se transfirió a la Universidad Estatal Politécnica de California, confiando en que en los Broncos cubriría otro rol y podría conducir a su equipo hacia el éxito en la División II de la NCAA.
Tras graduarse en 2008, volvió a Francia y se incorporó al JL Bourg para disputar los playoffs de la temporada 2007-08 de la segunda división.
Tsagarakis jugaría los siguientes años en esa categoría, hasta que en 2014 -luego de que el SOM Boulogne consiguiera el ascenso y él se consagrase campeón del Quai 54 SWC con el equipo Hood Mix-, pudo hacer su debut en la división superior del baloncesto profesional francés. Empero, con el descenso del club al final de la temporada 2014-15, se unió al JA Vichy-Clermont nuevamente en la Pro B.
Sus últimos tres años como jugador profesional transcurrieron entre equipos de la A1 Ethniki y la A2 Ethniki de Grecia.
En paralelo a su carrera en clubes profesionales, Tsagarakis compitió regularmente en el circuito nacional e internacional de baloncesto 3x3 desde 2012 hasta 2022. Integró el equipo París en el Tour Mundial de Baloncesto 3x3 entre 2015 y 2020, y ganó tres veces el Open de France (2015, 2016 y 2020), además de obtener otros títulos. 

## Selección nacional
Tsagarakis jugó en las selecciones sub-18 y sub-20 de Francia.
Fue asimismo miembro de la selección de baloncesto 3x3 de Francia entre 2012 y 2018. Su actuación más exitosa con el representativo nacional fue en la Copa Mundial de Baloncesto 3x3 de 2017, donde el equipo obtuvo la medalla de bronce y él ganó el concurso de triples.